# Rolf Engströmer
Rolf Gustaf Engströmer, född 20 januari 1892 i Hudiksvall, död 2 augusti 1970 i Stockholm, var en svensk arkitekt, inredningsarkitekt och möbeldesigner. Han var en representant för Swedish grace, den svenska tolkningen av art déco-stilen.

## Verk och liv
Sin utbildning till arkitekt fick Engströmer 1914–1919 på Kungliga Tekniska högskolan (KTH) i Stockholm. Därefter hade han anställningar hos bland annat Ragnar Hjorth och Gunnar Asplund i Stockholm. På 1920-talet var Engströmer anställd på Carl Bergstens arkitektkontor, där han spelade en viktig roll genom sin uppfinningsrikedom. Hos Bergsten arbetade han bland annat med inredningen av fartyget M/S Kungsholm, där han gemensamt med konstnären och vännen Jerk Werkmäster svarade för gestaltningen av första klassens sällskaps- och musikrum. Bland Bergstens bevarade ritningar för M/S Kungsholm finns några som bär Engströmers signatur R.E. På en av färgillustrationerna för första klassens entréhall är det förmodligen Engströmer som samtalar med en sittande dam, medan Bergsten själv syns med pipa i en elegant fåtölj.
Engströmer deltog även som arkitekt på Stockholmsutställningen 1930; han var då medarbetare till Gunnar Asplund. Under 1930-talet hade Engströmer möbel- och inredningsfirman  Jefta på Arsenalsgatan i Stockholm; den fick samma namn som hans signatur i Blandaren under teknologåren. Till Engströmers mer kända arbeten hör, förutom M/S Kungsholm, inredningen till biografen Rigoletto vid Kungsgatan i Stockholm och renoveringen av Eltham Palace i Greenwich i London, där han gestaltade entréhallen tillsammans med Jerk Werkmäster.

## Bilder (verk i urval)

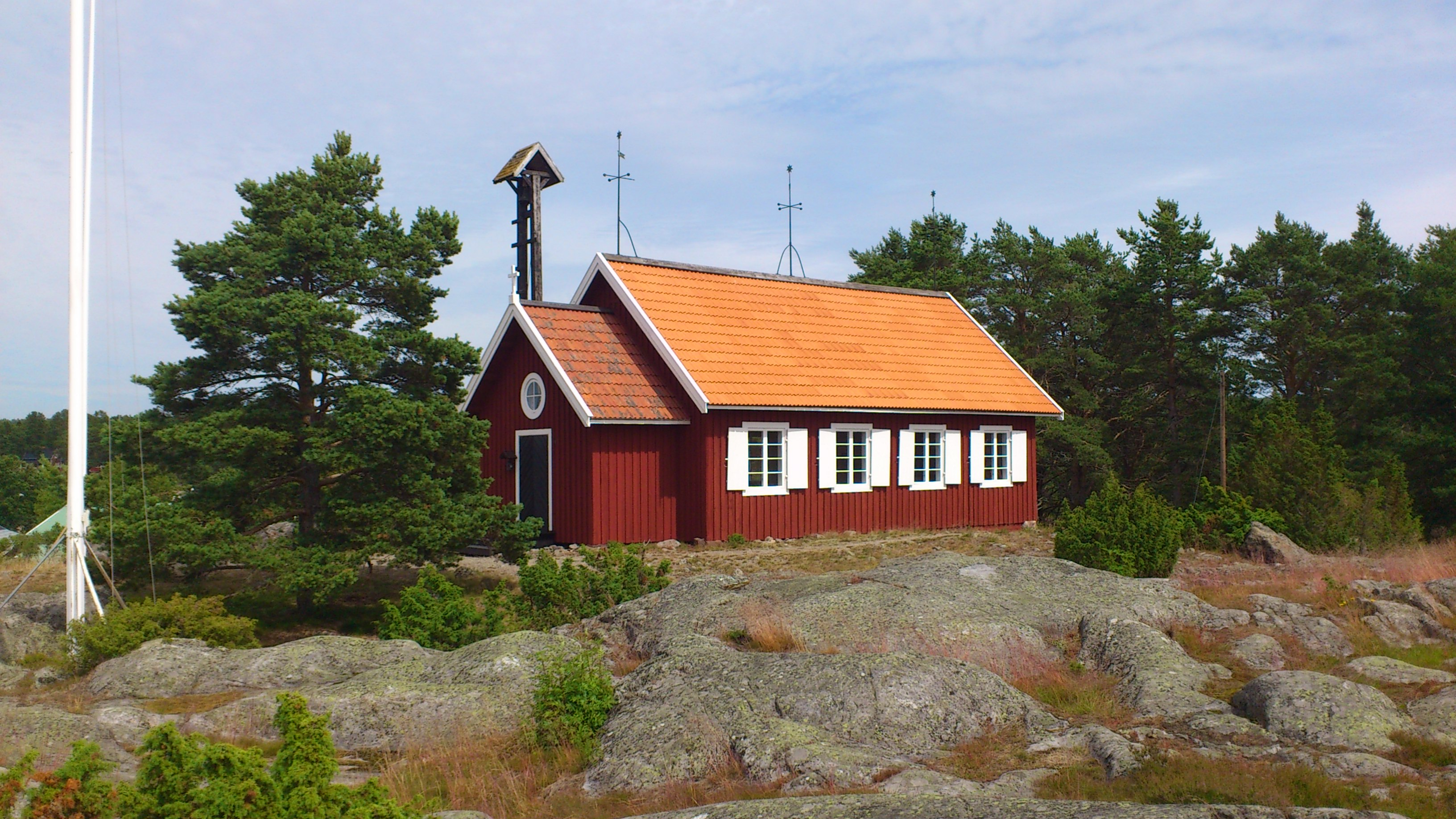
Hölicks kapell
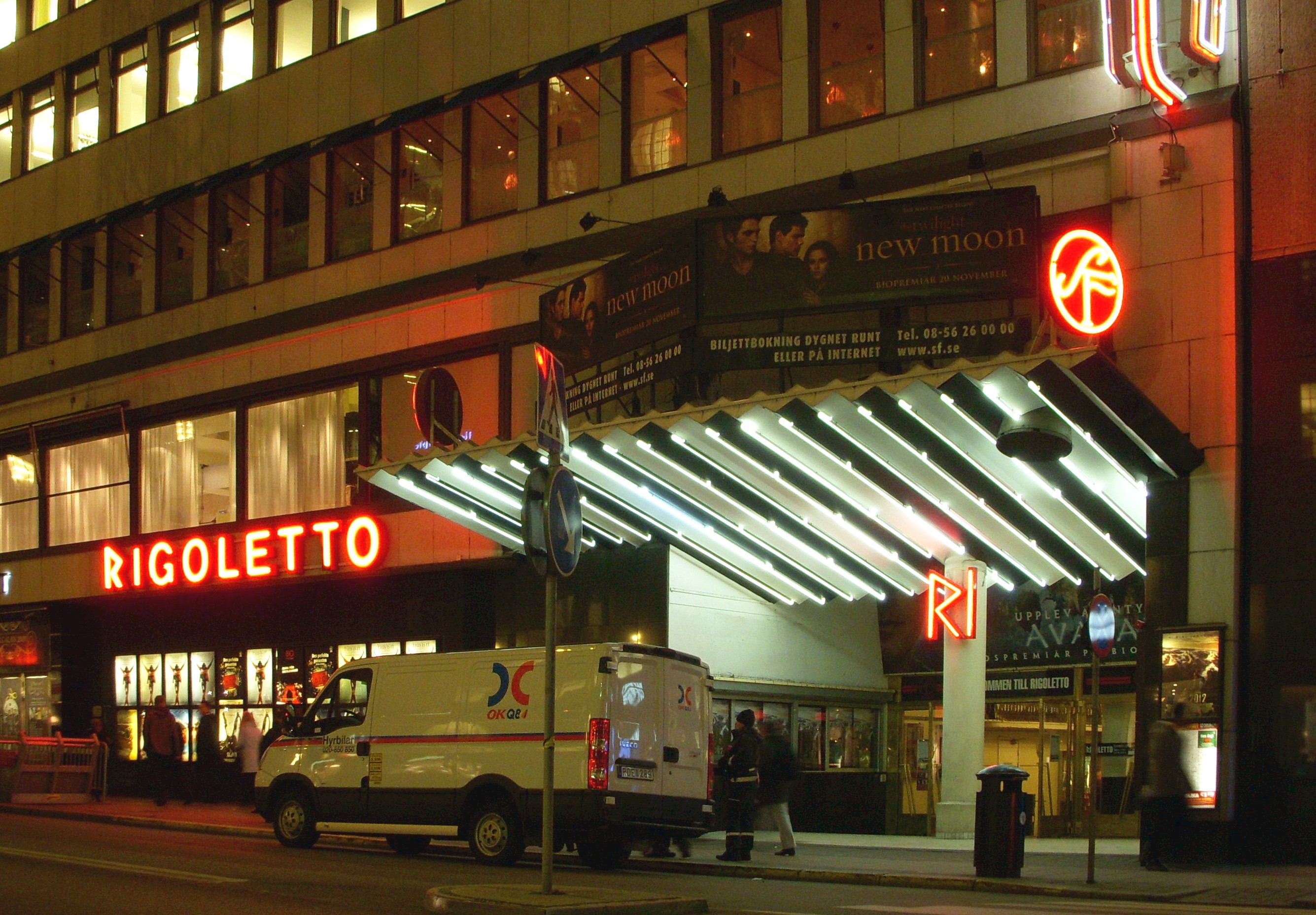
Biografen Rigoletto i Stockholm
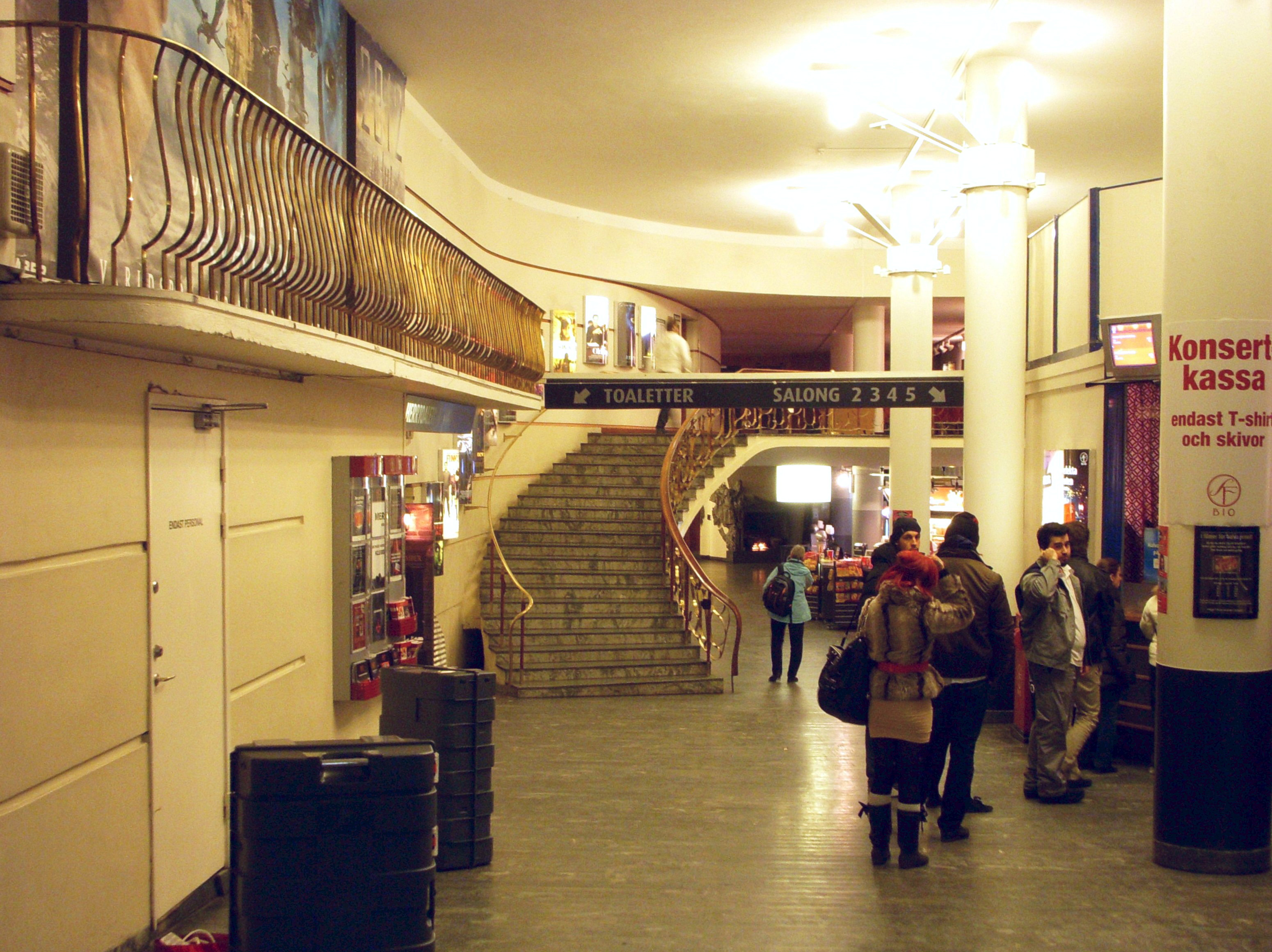
Biografen Rigoletto, foajén
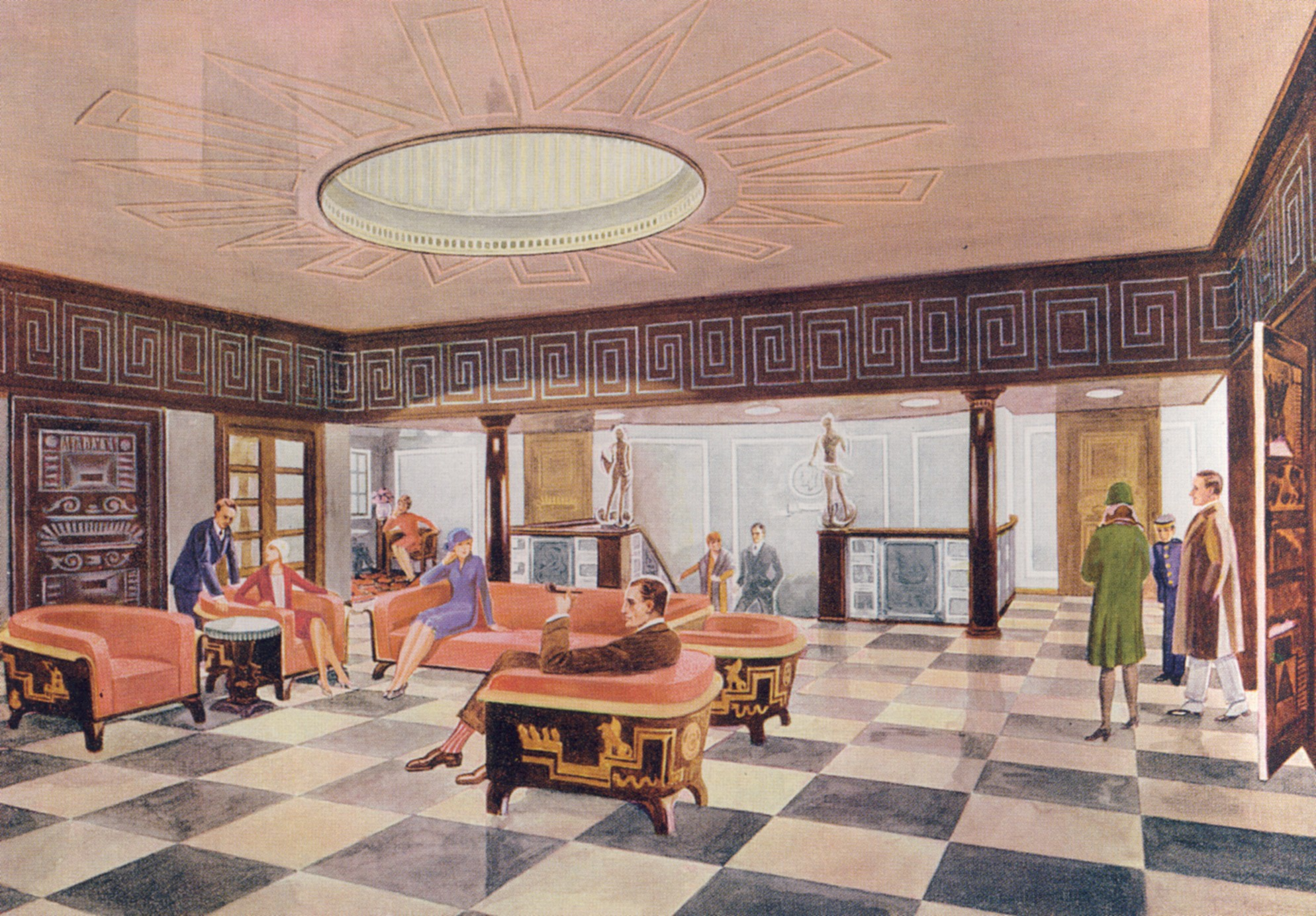
Skiss till M/S Kungsholm, Engströmer längst till vänster, Bergsten i mitten
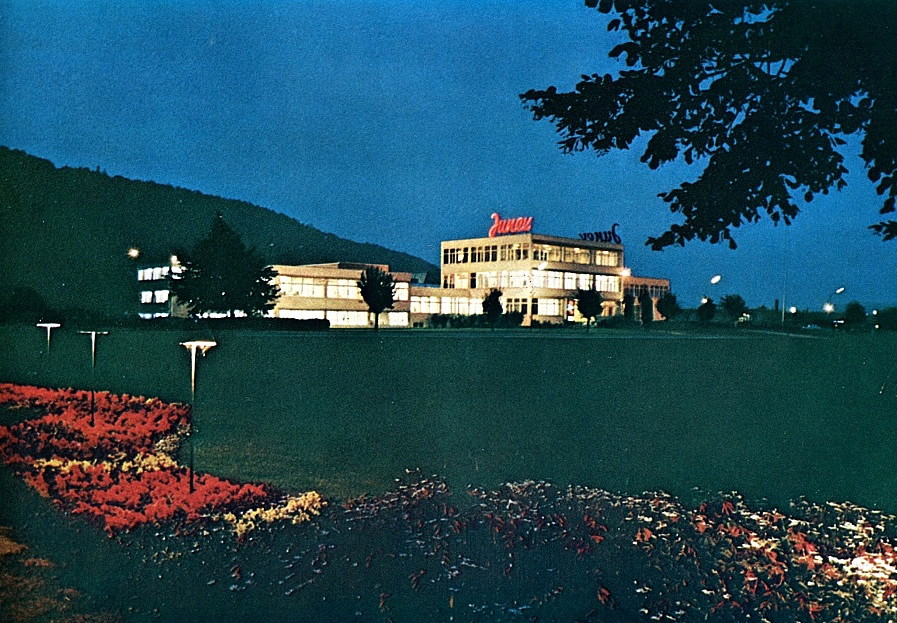
Textilfabriken Junex i Huskvarna, 1936

## Verk i urval
- M/S Kungsholm, 1928, inredningsskisser[6]
- Gubbhyllan, Övre Slottsgatan 5, Uppsala (studentbostäder) 1929 (med Erik Högström).
- Hölicks kapell, Hölick i norra Hälsingland, 1930[7]
- Renovering av Eltham Palace i Greenwich, London, för Stephen och Virginia Courtauld, 1933[8][9]
- Biografen Rigoletto i Stockholm, 1939[10][specificera källa]
- Brf Fågelsången, Nedre Slottsgatan 20, Munkgatan 5 Uppsala 1942.
- Renovering av van der Nootska palatset, Stockholm, 1943 [11]
- Arbetarbostäder för Holma-Helsinglands linspinneri och väveri[3], Forsa
- Junex fabrik i Huskvarna 1944 (ombyggnad).
- Restaurering av kulturhus i Stockholm, bland annat flera ombyggnadsförslag i Vita Bergen-området 1965–1966 där Engströmers förslag för Kvarteret Vintertullen genomfördes.[3]

Engströmer finns representerad vid bland annat Nationalmuseum i Stockholm, Victoria and Albert Museum, Kungl. Konsthögskolan, Arkitektur- och designcentrum och Nordiska museet